# Holger Matthews
Holger Matthews (* 31. Mai 1951 in Bremerhaven) ist ein deutscher Politiker und ehemaliger Bürgerschaftsabgeordneter der Grünen Alternativen Liste.

## Biografie
Matthews ist studierter Studienrat und war von 1991 bis 1993 Abgeordneter in der Hamburgischen Bürgerschaft. Während dieser Wahlperiode war er für die Fraktion der GAL im Ausschuss für Vermögen und öffentliche Unternehmen.